# Велики Ботиновац
Велики Ботиновац је насељено место у општини Соколовац, Копривничко-крижевачка жупанија, Хрватска.

## Историја
До територијалне реорганизације у Хрватској био је у саставу старе општине Копривница.

## Становништво
У попису становништва из 2011. године, Велики Ботиновац је имао 88 становника.
| Број становника према пописима | Број становника према пописима | Број становника према пописима | Број становника према пописима | Број становника према пописима | Број становника према пописима | Број становника према пописима | Број становника према пописима | Број становника према пописима | Број становника према пописима | Број становника према пописима | Број становника према пописима | Број становника према пописима | Број становника према пописима | Број становника према пописима | Број становника према пописима |
| ------------------------------ | ------------------------------ | ------------------------------ | ------------------------------ | ------------------------------ | ------------------------------ | ------------------------------ | ------------------------------ | ------------------------------ | ------------------------------ | ------------------------------ | ------------------------------ | ------------------------------ | ------------------------------ | ------------------------------ | ------------------------------ |
| 1857                           | 1869                           | 1880                           | 1890                           | 1900                           | 1910                           | 1921                           | 1931                           | 1948                           | 1953                           | 1961                           | 1971                           | 1981                           | 1991                           | 2001                           | 2011                           |
| 165                            | 196                            | 261                            | 290                            | 277                            | 288                            | 258                            | 266                            | 160                            | 171                            | 161                            | 144                            | 118                            | 107                            | 97                             | 88                             |

Напомена: До 1931. исказивано под именом Ботиновац.

### Попис1991.
У попису становништва из 1991. године, Велики Ботиновац је имао 107 становника, следећег националног састава:
| Попис 1991.‍  | Попис 1991.‍  | Попис 1991.‍ | Попис 1991.‍ | Попис 1991.‍ |
| ------------ | ------------ | ----------- | ----------- | ----------- |
|              |              |             |             |             |
| Срби         | Срби         |             | 79          | 73,83%      |
| Југословени  | Југословени  |             | 13          | 12,14%      |
| Хрвати       | Хрвати       |             | 9           | 8,41%       |
| Муслимани    | Муслимани    |             | 1           | 0,93%       |
| неопредељени | неопредељени |             | 4           | 3,73%       |
| непознато    | непознато    |             | 1           | 0,93%       |
| укупно: 107  |              |             |             |             |

### Попис1910.
| Велики Ботиновац                                                                             | Велики Ботиновац |
| -------------------------------------------------------------------------------------------- | --- |
| језик                                                                                        | вера |
| укупно: 288 Српски 231 (80,20%) Хрватски 55 (19,09%) Мађарски 1 (0,34%) Словеначки 1 (0,34%) | <div style="border:solid transparent;position:absolute;width:100px;line-height:0; укупно: 288 Православци 231 (80,20%) Римокатолици 54 (18,75%) Јевреји 3 (1,04%) - (-%) |